# Les Adjots
Les Adjots település Franciaországban, Charente megyében. Lakosainak száma 532 fő (2022. január 1.). Les Adjots Bernac, Ruffec, Saint-Martin-du-Clocher, Taizé-Aizie, Voulême és Sauzé-entre-Bois községekkel határos.

## Népesség
A település népessége az elmúlt években az alábbi módon változott:
| Lakosok száma | 488  | 453  | 448  | 440  | 526  | 528  | 525  | 523  | 526  | 532  |
|               | 1968 | 1982 | 1990 | 2006 | 2013 | 2015 | 2017 | 2019 | 2020 | 2022 |